# Becoming – Meine Geschichte
Becoming – Meine Geschichte (Originaltitel: Becoming) ist ein von Higher Ground Productions produzierter US-amerikanischer Dokumentarfilm von Nadia Hallgren über die ehemalige First Lady der USA Michelle Obama aus dem Jahr 2020. Der Film ist eine Adaption ihrer gleichnamigen Autobiografie aus dem Jahr 2018. Die Dokumentation beschäftigt sich mit dem Leben von Michelle Obama sowie ihrer Zeit nach der Präsidentschaft ihres Mannes. Es wurde von den Obamas produziert und am 6. Mai 2020 Weltweit auf Netflix veröffentlicht.

## Handlung
Auf der Lesereise, mit der sie ihre Autobiografie promotet, erzählt Michelle Obama über ihre Kindheit und Jugend, ihre acht Jahre im Weißen Haus sowie ihr Leben danach. Dabei ermutigt sie speziell junge Menschen, ihre Träume zu verfolgen.

## Hintergrund
Im Mai 2018 wurde bekannt, dass die Obamas einen lukrativen Filmdeal mit Netflix abgeschlossen haben. So sollen sie für Netflix Spielfilme, Serien und Dokumentationen produzieren. Nach Dokumentarfilm American Factory, welcher am 25. Januar 2019 auf Sundance seine Premiere feierte, ist es die zweite Produktion der Obamas.

## Auszeichnungen
NAACP Image Awards 2021
- Auszeichnung als Bester Breakthrough Creative (Nadia Hallgren)[3]